# 路易一世 (布盧瓦)
路易一世（Louis de Blois，1172年—1205年），布盧瓦伯爵（1191—1205年），蒂博五世之子。路易一世參與第四次十字軍東征，在1205年阿德里安堡戰役陣亡。